# Обратный кол — угловик
Обратный кол — угловик — дебют в русских шашках. Табия дебюта возникает после ходов
1.cb4 fe5 2.gh4 ef4 3.e:g5 h:f4 4.ba5 gf6 5.bc3 hg7 6.cb4. Создался характерный рисунок с коловой шашкой f4 у черных и «угловиком» у белых.
Это дебют кол — угловик за черных. Возникает в дебюте «обратный кол».

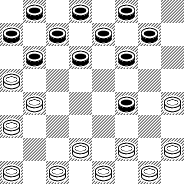
Обратный кол — угловик после 6-го хода